# Соколов, Антон Андреевич
Антон Андреевич Соколов (род. 27 апреля 1981, Калинин) — российский и белорусский хоккеист, нападающий.

## Биография
Воспитанник тверского хоккея, тренер Виктор Николаевич Жуков, начал заниматься с шести лет. Бо́льшую часть карьеры — 15 лет — провёл в местном ТХК. Дебютировал в сезоне 1997/98. В 2004 году клуб прекратил существование, и Соколов перешёл в созданный на его базе ХК МВД. В основном выступал за вторую команду «Тверь» из первой лиги и вскоре уехал в Белоруссию, где играл в чемпионате за клубы «Керамин» Минск (2004/05), «Брест» (2004/05 — 2005/06), «Рига 2000» (2005), «Неман» Гродно (2006/07). Вернувшись в Россию, играл за «Химик» Мытищи, «Химик-2» Мытищи, «Лау» Тольятти (все — 2007/08), «Титан» Клин (2008/09 — 2009/10). Выступая за «Ладу», получил перелом ноги, из-за которого не играл более полугода. В 2010 году вернулся в возрождённый ТХК, за который играл до 2017 года.
Выступал за ТХК под 33 номером. Рекордсмен клуба по количеству проведенных матчей — 735 игр. Забросил 127 шайб, сделал 199 результативных передач.
Участник чемпионата мира среди юниоров (1999).
Женат, трое детей.